# Isajas Afverki
Isaias Afwerki (tigrinjsko ኢሳይያስ ኣፍወርቂ), eritrejski politik; * 2. februar 1946, Asmara.
Je eritrejski politični voditelj in partizan. Maja 1991 je popeljal Eritrejsko ljudsko osvobodilno fronto (EPLF) do zmage in s tem končal 30-letno vojno za neodvisnost od Etiopije. Od takrat je tudi predsednik Eritreje. Isaias je tudi predsednik edine zakonite politične stranke v Eritreji, Ljudske fronte za demokracijo in pravičnost (PFDJ).
Obtožen je bil totalitarizma in prisilnega naborništva, Združeni narodi in Amnesty International pa so ga obravnavali zaradi kršitev človekovih pravic. Leta 2021 so Novinarji brez meja uvrstili Eritrejo pod vlado Isaiasa na zadnje mesto med 180 državami v svojem Indeksu svobode tiska.

## Mladost in osebno življenje
Isaias Afwerki se je rodil v okrožju Aba Shi'Aul v Asmari v Eritreji. Obiskoval je srednjo šolo Prince Makonnen (PMSS). V zgodnjih šestdesetih letih se je pridružil nacionalističnemu eritrejskemu študentskemu gibanju. Leta 1965 je začel študij na Visoki šoli za inženiring na univerzi Haile Selassie I (danes Univerza v Adis Abebi) v Adis Abebi v Etiopiji. Je član Eritrejske pravoslavne cerkve, ene od štirih zakonitih cerkva v Eritreji.
Svojo ženo, nekdanjo borko EPLF Sabo Haile, je spoznal v vasi Nakfa poleti 1981. Imata tri otroke: Abrahama, Elzo in Berhaneja.
Malo preden je Eritreja razglasila neodvisnost, je Isaias zbolel za cerebralno malarijo, zato so ga z letalom odpeljali na zdravljenje v Izrael. Pripeljali so ga v stanju kome, zdravili so ga v medicinskem centru Sheba, kjer so mu rešili življenje.
Njegov vzdevek "Isu" je bil pogosto uporabljen v pogovorih, tudi za sklicevanje na Isaiasa v njegovi politični vlogi, pojavil pa se je tudi v novičarskih člankih.

## Gibanje za neodvisnost Eritreje
Septembra 1966 je Isaias zapustil univerzo, kjer je študiral, in preko Asmare odpotoval v Kassalo v Sudanu, da bi se pridružil Eritrejski osvobodilni fronti (ELF). Leta 1967 je kitajska vlada donirala lahko orožje in majhno vsoto gotovine za kritje stroškov prevoza in zagotovila usposabljanje borcev ELF. Isaias je bil med prvimi skupinami, ki so leta 1967 odšle na Kitajsko, kjer je bil deležen intenzivnega vojaškega usposabljanja. Po vrnitvi je bil imenovan za političnega komisarja ELF cone 5 v regiji Hamasen.
Isaias je igral ključno vlogo v množičnem gibanju, ki je hitro pridobilo zagon in povzročilo propad conskih oddelkov osvobodilne vojske. Poleg tega je imel ključno vlogo v Tripartitni uniji, ki je izpodbijala vodstvo ELF, vrhovni svet (Kairo) in revolucionarno poveljstvo (Kassala). Kmalu po začetku sektaškega nasilja v zgodnjih sedemdesetih letih 20. stoletja nad člani reformnega gibanja so se tisti, ki so bili v osrednjem višavju, vključno z Isaiasom, umaknili v izoliran kraj Ala v severovzhodnem AkkeleGuzayu blizu Dekemhareja. Tu so se pridružili Abrahamu Tewoldeju, nekdanjemu poveljniku propadle cone 5. Po njegovi smrti v bitki je vodja postal Isaias.

## Eritrejska ljudska osvobodilna fronta
Avgusta 1971 je imela skupina mlajših članov ELF srečanje v Tekliju (severno Rdeče morje) in ustanovila Selfi Natsinet, splošno znano kot Peoples Liberation Force (PLF). Skupina je izvolila pet voditeljev, vključno z Isaiasom. Manj kot dva meseca pozneje, oktobra 1971, je skupina ustanovila odbor za pripravo in izdajo zelo polemičnega dokumenta Nihnan Elamanan (»Mi in naši cilji«), v katerem so podrobno razložili razloge za svojo odločitev, da ustanovijo ločeno politične organizacije namesto delovanja v okviru ELF.
Leta 1977 je imela EPLF svoj prvi kongres, na katerem je bil Isaias izvoljen za generalnega podsekretarja. Med drugim kongresom EPLF leta 1987 je bil povišan v status generalnega sekretarja organizacije in maja 1991 je postal generalni sekretar začasne vlade Eritreje. Aprila 1993 ga je narodna skupščina po državnem referendumu izvolila za predsednika države. Februarja 1994 je imela EPLF svoj tretji kongres in Isaias je bil z veliko večino glasov izvoljen za generalnega sekretarja Ljudske fronte za demokracijo in pravičnost (PFDJ). 

## Po osamosvojitvi
Aprila 1993 je bil pod nadzorom Organizacije združenih narodov izveden referendum o neodvisnosti, naslednji mesec pa je Eritreja dosegla de jure neodvisnost. Isaias je bil razglašen za prvega voditelja države, na položaju pa je bil vse od konca vojne za neodvisnost. 
EPLF se je 16. februarja 1994 kot del prehoda v politično stranko preimenovala v Ljudsko fronto za demokracijo in pravičnost (PFDJ).  Pozdravili so ga kot nov tip afriškega predsednika. Takratni ameriški predsednik Bill Clinton ga je označil za "renesančnega afriškega voditelja". 
V tem smislu odločno zagovarja potrebo po razvoju domačih političnih in gospodarskih institucij, hkrati pa trdi, da mora Eritreja slediti razvojni strategiji, ki ustreza njenim notranjim razmeram in razpoložljivim virom. Ključni element takšne politike vključuje ambiciozne kampanje za razvoj infrastrukture tako v smislu energije, transporta in telekomunikacij kot tudi z osnovnimi zdravstvenimi in izobraževalnimi zmogljivostmi.
Isaias je leta 2018 nadzoroval nepričakovano preoblikovanje odnosov Eritreje z Etiopijo. Junija 2018 se je novoizvoljeni etiopski premier Abij Ahmed pogajal o koncu mejne vojne med državama, vključno z vzajemnimi obiski Isaiasa in Abiyja julija 2018. Diplomatske in trgovinske vezi med Etiopijo in Eritrejo so bile ponovno vzpostavljene in 9. julija 2018, ko sta voditelja podpisala skupno izjavo o miru in prijateljstvu, ki je končala vojno stanje med državama, in razglasila okvir dvostranskega sodelovanja na političnem, kulturnem, gospodarskem in varnostnem področju. To so na splošno potrdili številni svetovni voditelji z vlado Združenih arabskih emiratov, ki je Isaiasu Afwerkiju podelila red Zayeda (prvi razred) kot priznanje za njegova prizadevanja za končanje konflikta. Kot del tesnejšega povezovanja med državama sta etiopska in eritrejska obveščevalna agencija po juliju 2018 začeli tesno sodelovati, kar je zaskrbelo eritrejske begunce v Adis Abebi, od katerih so bili nekateri med tigrajsko vojno tri tedne začasno pridržani, etiopska sodišča so jih oprostila, in izpuščeni šele dva tedna po oprostitvi. 

### Tigrajska vojna
Med Tigrajsko vojno, ki se je začela 4. novembra 2020 s preventivnim napadom na severni poveljniški center Etiopskih nacionalnih obrambnih sil (ENDF) s strani sil, povezanih s TPLF, je bilo splošno priznano tesno sodelovanje med ENDF in Eritrejskimi obrambnimi silami (EDF). Vojna se je začela, ko je TPLF, tigrajska vladajoča stranka, napadla taborišča ENDF v Tigrayu in jih potisnila v Eritrejo. Eritrejske sile so se združile z ENDF in domnevno s pomočjo oboroženih brezpilotnih letal ZAE izvedle protinapad na sile TPLF. V regiji Tigray je prišlo do domnevnega ropa, vključno s sistematičnim, obsežnim plenjenjem v Aksumu po pokolu v Aksumu konec novembra 2020.
Po večtedenskem zanikanju etiopske vlade o prisotnosti eritrejskih vojakov v Etiopiji je etiopski premier prisotnost priznal in pristal na umik. Pod mednarodnim pritiskom je bilo 26. marca 2021 po srečanju med etiopskim premierjem Abijem Ahmedom in Isaiasom sporočeno, da se bodo eritrejske enote umaknile iz regije Tigray. Do 30. junija 2021 se sicer še niso umaknile.

## Kritike
Junija 2015 je komisija Združenih narodov Isaiasa obtožila vodenja totalitarne vlade, ki je odgovorna za sistematične kršitve človekovih pravic v Eritreji, kar bi lahko pomenilo zločine proti človečnosti. Amnesty International meni, da je vlada predsednika Isaiasa Afwerkija zaprla najmanj 10.000 političnih zapornikov. Amnesty tudi trdi, da je mučenje – za kaznovanje, zasliševanje in prisilo – pod njim zelo razširjeno.
Vlada Eritreje zanika obtožbe in Amnesty International obtožuje, da podpira politično agendo "spremembe režima".
Čeprav je Isaias med vrhom Afriške enotnosti v Kairu leta 1993 kritiziral druge voditelje, ker so predolgo ostali na oblasti in zavračal kulte osebnosti, njegov nekdanji tovariš Andebrhan Welde Giorgis pravi, da je Isaias nadaljeval s personalizacijo moči in "ker je imel personalizirano moč, jo je zlorabil do maksimuma«. 